# Svartnäsudden
Svartnäsudden är ett litet naturreservat i Vibyggerå socken i Kramfors kommun, Ångermanland. Reservatet ligger på södra sidan av Stor-Degersjön.

## Brandrefugium
Reservatet är ett brandrefugium, där arter som inte tål skogsbränder finns kvar. Här finns den rödlistade långskägglaven (Usnea longissima)  och också den starkt hotade urskogsarten större barkplattbagge, (Pytho kolwensis).
Skogsområdet klarade sig undan den stora skogsbranden 1888, som drabbade omgivande skogar. Det innebär att skogen inte brunnit sedan början av 1700-talet, vilket är ovanligt länge för en skog.

## Vedsvampar
Förutom långskägg och större barkplattbagge finns här flera rödlistade vedsvampar: Rynkskinn (Phlebia mellea), rosenticka (Fomitopsis rosea) och lappticka (Amylocystis lapponicus).